# Plesiophrictus guangxiensis
Plesiophrictus guangxiensis é uma espécie de aranha pertencente à família Theraphosidae (tarântulas).